# Rhachoepalpus flavitarsis
Rhachoepalpus flavitarsis là một loài ruồi trong họ Tachinidae.